# Hans Pöögelmann

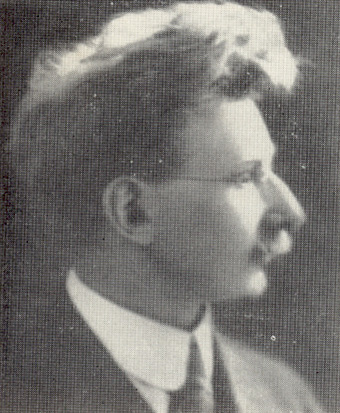
Hans Pöögelmann

Hans Pöögelmann (Pseudonym Hans Rooskaja;* 18. Dezemberjul. / 30. Dezember 1875greg. in Aidu, Kreis Viljandi; † 27. Januar 1938 in Moskau) war ein estnischer Dichter, Übersetzer und Politiker.

## Werdegang
Pöögelmann besuchte von 1883 bis 1885 Schulen in Tuhalaane und Paistu und war von 1888 bis 1892 auf der Alexanderschule in Põltsamaa. Einer seiner Lehrer war hier der Dichter Jakob Tamm. Im Anschluss daran war Pöögelmann Lehrer im Kirchspiel Põltsamaa und Postbeamter in Viljandi sowie kurzzeitig in Rostow am Don. 1899 kehrte er nach Jurjew (dt. Dorpat) zurück und arbeitete beim Postimees. 1901 ging er als Hauslehrer nach Samara, war aber bald wieder in Tallinn, wo er in die Redaktion der von Konstantin Päts gegründeten Zeitung Teataja ('Anzeiger') eintrat. Zu jener Zeit arbeiteten hier auch Eduard Vilde, Anton Hansen Tammsaare, Otto Münther und Mihkel Martna.
1903 begann Pöögelmann ein Studium in Leipzig, wo er mit marxistischem Gedankengut in Berührung kam. Im Zuge der Revolution von 1905 kehrte er nach Estland zurück und arbeitete wieder in der Redaktion des Teataja, musste aber bald untertauchen. Es folgte eine unruhige Zeit im Exil in Helsinki, London und Paris. Nach seiner Rückkehr nach Estland 1908 wurde er 1909 verhaftet und nach Narym in Sibirien verbannt. Von hier konnte er 1911 fliehen und über Tallinn (dt. Reval) nach New York entkommen.
Von 1911 bis 1917 gab Pöögelmann in New York die Zeitung Uus Ilm ('Neue Welt') heraus. Unter seiner Ägide erhielt die ursprünglich sozialdemokratisch ausgerichtete Zeitung eine revolutionär-marxistische Färbung. 1917 kehrte er nach Estland zurück, um an der revolutionären Umgestaltung mitzuwirken. Nach dem Estnischen Freiheitskrieg blieb er in Sowjetrussland und engagierte sich dort weiterhin politisch. 1937 fiel er jedoch dem Stalinterror zum Opfer und wurde inhaftiert und anschließend in Moskau hingerichtet.

## Literarisches Werk
Pöögelmann dichtete, nicht zuletzt unter dem Einfluss seines Lehrers Jakob Tamm, bereits in seiner Schulzeit und orientierte sich an der zeitgenössischen realistischen Lyrik. Seine ersten Veröffentlichungen erfolgten in Sakala noch vor der Jahrhundertwende, und Anfang des 20. Jahrhunderts erschienen seine Gedichte in dem Almanach Kiired ('Strahlen') von Gustav Suits.
Nach der Hinwendung zum Marxismus wurden Pöögelmanns Gedichte politischer und in ihnen wird die negative Einstellung zum bürgerlichen Estland deutlich. Gleichzeitig nahmen sie die Gestalt von tagespolitischen Kommentaren an, weswegen sie heute größtenteils in Vergessenheit geraten sind. Langlebiger ist daher seine Tätigkeit als Übersetzer, wenn man bedenkt, dass er für die estnischen Versionen der Marseillaise und der Internationalen verantwortlich ist.
Wichtiger war seine Tätigkeit als Übersetzer und Verfasser von politischer Schriften. Er gab unter anderem ein zweiteiliges Wirtschaftslehrbuch heraus (1907–1908), eine Schrift zum 50. Jahrestag der Pariser Kommune (1922), eine Geschichte des Klassenkampfes (1929) und ein Buch über Marx und Marxismus in Estland (1933). Außerdem hat Pöögelmann einige literarische Werke ins Estnische übersetzt, und zwar aus dem Englischen (Robert Louis Stevenson, Upton Sinclair) und Russischen (Fjodor Fjodorowitsch Korff).

## Bibliografie
- Jämedad jooned ('Dicke Striche'). Mõte, Tallinn 1910, 32 S.
- Kewadetuuled ('Frühlingswinde'). Külvaja, Leningrad 1926, 120 S.
- Neile, kes „langesid võitluses vendade eest“ ('Jenen, die „im Kampf für die Brüder gefallen sind“'). Külvaja, Moskau / Leningrad 1936, 43 S.

Auf Deutsch liegen zwei seiner Gedichte in der Anthologie von Wilhelm Nerling vor.